# One Thousand Miles Through the Rockies
One Thousand Miles Through the Rockies è un cortometraggio muto del 1912. Non si conosce il nome del regista del film, un documentario prodotto dalla Edison.

## Produzione
Il documentario - girato in Colorado, a Glenwood Springs, Ouray e Royal Gorge - fu prodotto dalla Edison Company.

## Distribuzione
Distribuito dalla General Film Company, il film - un cortometraggio di 105 metri - uscì nelle sale cinematografiche degli Stati Uniti il 21 febbraio 1912. Nelle proiezioni, veniva programmato con il sistema dello split reel, accorpato in un'unica bobina con un altro cortometraggio prodotto dalla Edison, la commedia Everything Comes to Him Who Waits.